# Harry Crosby
Harry Lillis Crosby III (ur. 8 sierpnia 1958 w Hollywood w stanie Kalifornia) – amerykański były aktor i inwestor bankowy, syn oscarowego aktora Binga Crosby'ego i Kathryn Grant. Wystąpił w jednej z głównych ról w horrorze Piątek, trzynastego (1980).

## Najbliższa rodzina
- Bing Crosby (ojciec)
- Kathryn Grant Crosby (matka)
- Mary Crosby (siostra)
- Nathaniel Crosby (brat)
- Gary Crosby (przyrodni brat)
- Phillip Crosby (przyrodni brat)
- Dennis Crosby (przyrodni brat)
- Lindsay Crosby (przyrodni brat)
- Larry Crosby (wujek)
- Bob Crosby (wujek)